# Pleasant Valley (Texas)
Pour les articles homonymes, voir Pleasant Valley.
Pleasant Valley est une ville située au centre du comté de Wichita, au Texas, aux États-Unis,.

## Démographie
Lors du recensement de 2010, la ville comptait une population de 336 habitants. Elle est estimée, en 2016, à 333 habitants.

## Source de la traduction
- (en) Cet article est partiellement ou en totalité issu de l’article de Wikipédia en anglais intitulé « Pleasant Valley, Texas » (voir la liste des auteurs).